# Erigeron atticus
 Erigeron atticus   Vill., 1788  è una specie di pianta angiosperma dicotiledone della famiglia delle Asteraceae (sottofamiglia Asteroideae, tribù Astereae (North American lineage) e sottotribù Conyzinae).

## Etimologia
Il nome generico (Erigeron) deriva da due parole greche: "eri" (= precoce, sollecito, presto) e "geron" (= vecchio), richiamandosi forse al pappo di alcune specie che invecchiando diventa grigio oppure al breve periodo della sua fioritura. L'epiteto specifico (atticus) indica una provenienza dai dintorni di Atene, Grecia (Attica).
Il nome scientifico della specie è stato definito dal botanico Domínique Villars (1745-1814) nella pubblicazione " Histoire des Plantes de Dauphiné: Contenant une Préface Historique, un Dictionnaire des Termes de Botanique, les Classes, les Familles, les Genres, & les Herborisations des Environs de Grenoble, de la Grande Chartreuse, de Briançon, de Gap & de Montelimar. Paris" (  Hist. Pl. Dauphiné (Villars) 3(1): 237) del 1788.

## Descrizione

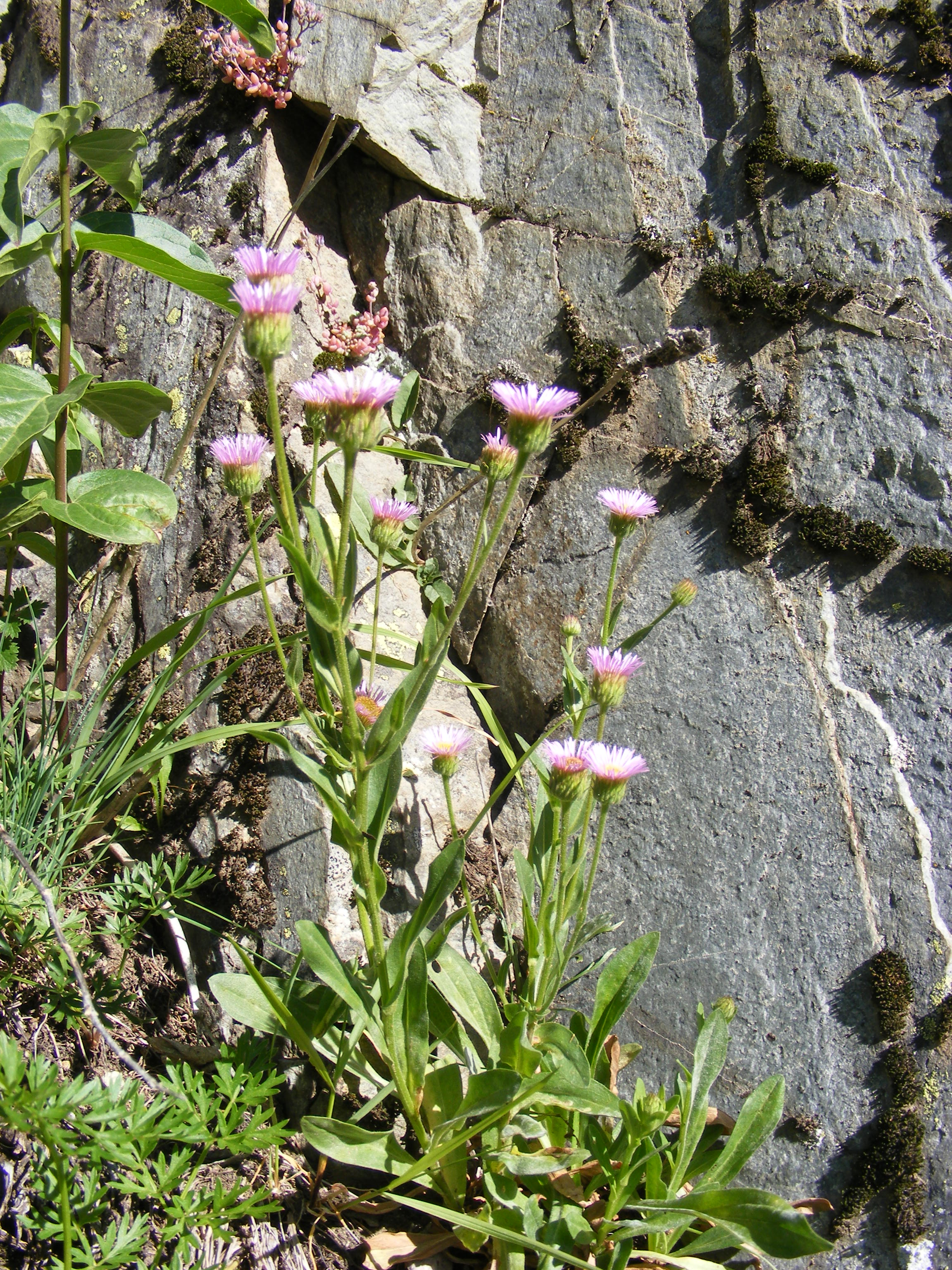
Il portamento

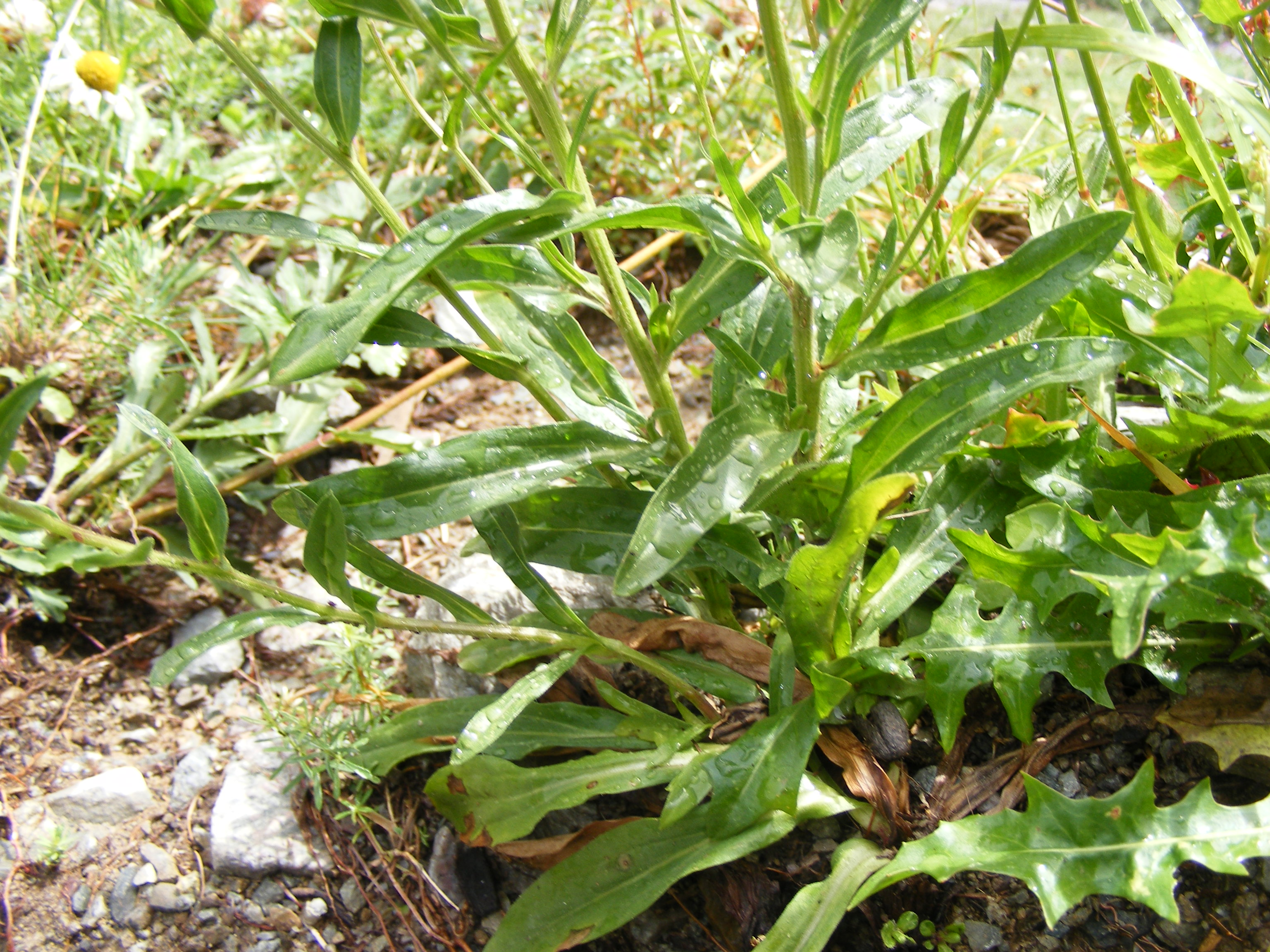
Le foglie

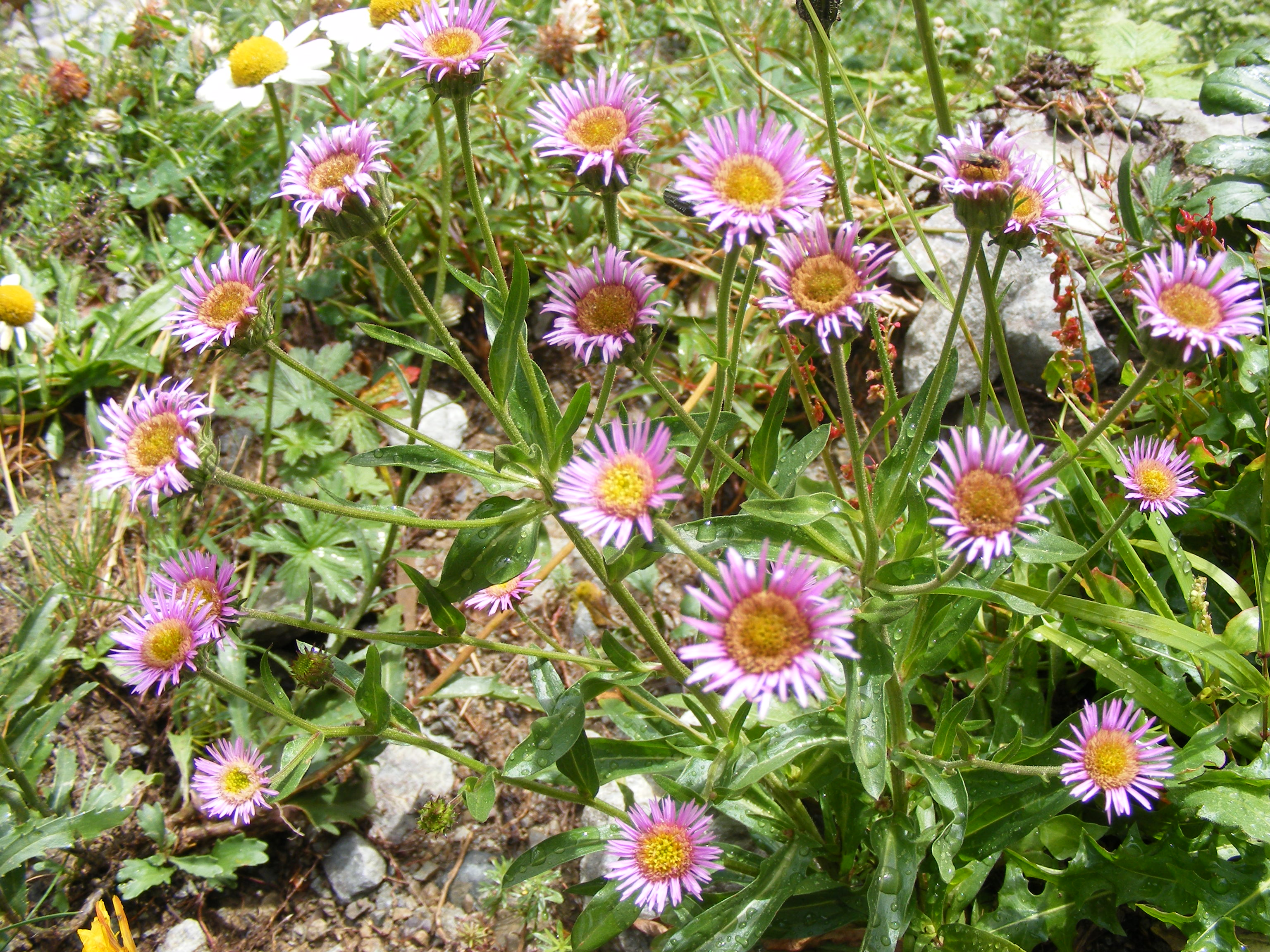
Infiorescenza

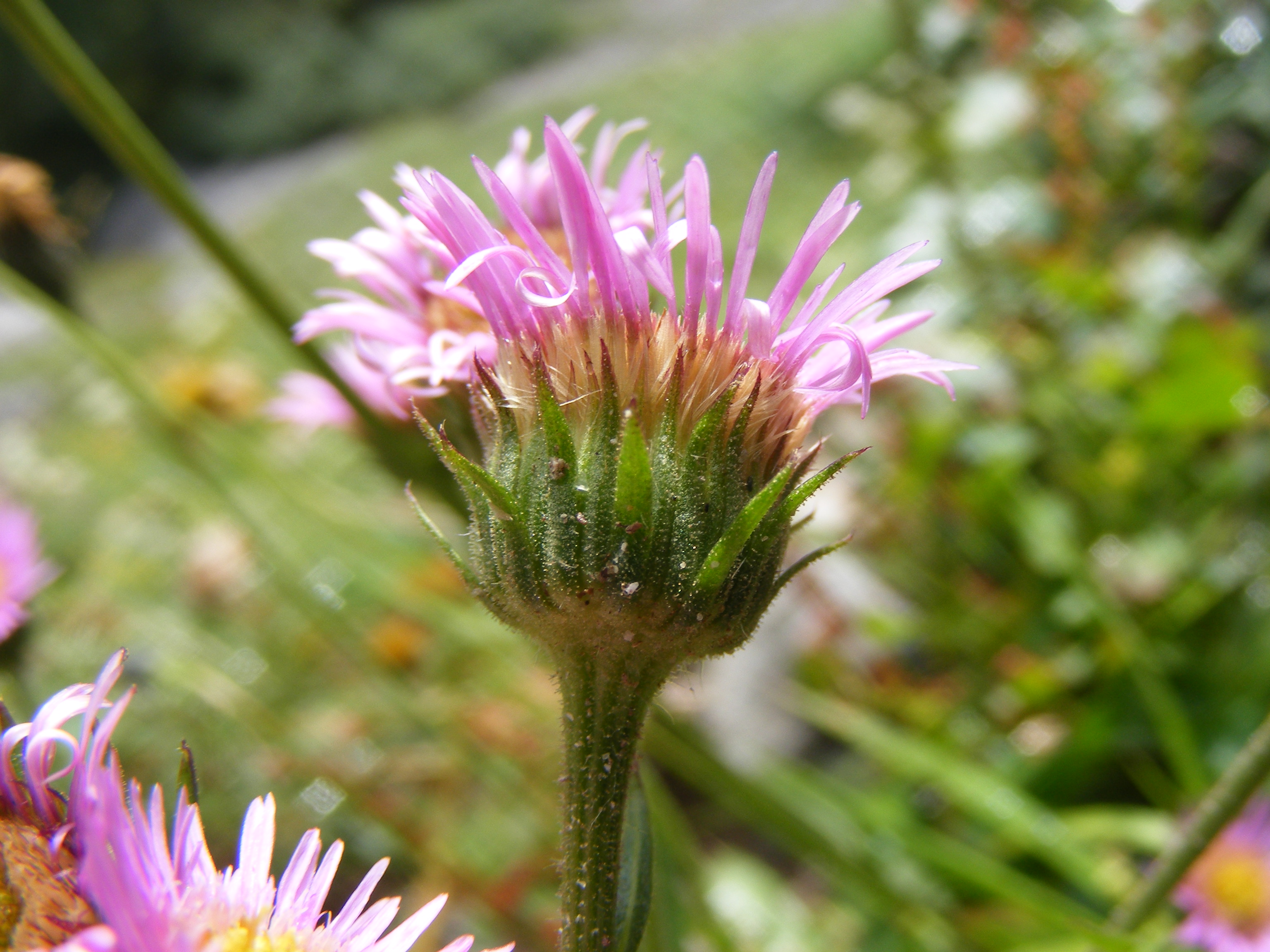
I fiori

Portamento. Sono piante erbacee non molto alte con ciclo biologico perenne. La forma biologica prevalente è definita come emicriptofita scaposa (H scap): ossia sono piante perennanti per mezzo di gemme al livello del terreno e con asse fiorale di tipo cespitoso.  L'indumento consiste in pochi peli misti (lunghi) a peli ghiandolari (brevi).
Fusto. La parte aerea è eretta, robusta, ascendente e scaposa. La ramosità è in alto; i rami sono arcuato-corimbosi. Le radici sono secondarie da rizoma. Altezza media: 15 - 60 cm.
Foglie. Le foglie si dividono in basali e caulinari in disposizione alterna. La forma delle foglie medie è oblanceolato-spatolata ; la lamina fogliare possiede da 1 a 3 nervature longitudinali; la superficie della lamina può essere glabra o pubescente ( a volte anche ghiandolosa). All'antesi le foglie inferiori sono scomparse. Dimensioni delle foglie: 0,5 - 1 x 4 - 10 cm.
Infiorescenza. Le sinflorescenze sono formate da più capolini (da pochi a 40) in formazioni corimbose. Le infiorescenze vere e proprie sono composte da un capolino terminale peduncolato, ricoperto di peli ghiandolari, di tipo radiato. I capolini sono formati da un involucro, con forme da emisferiche a campanulate, composto da diverse brattee, al cui interno un ricettacolo fa da base ai fiori di due tipi: fiori del raggio e fiori del disco. Le brattee, con forme da strettamente lineari-lanceolate, a consistenza da fogliacea, con margini scariosi (soprattutto all'apice), con superficie pelosa o ghiandolosa e arrossate, sono disposte in modo più o meno embricato e scalato su più serie. Il ricettacolo è nudo ossia senza pagliette a protezione della base dei fiori; la forma è piatta o conica. Diametro dei capolini: 1 - 2 (3) cm.
Fiori.  I fiori sono tetra-ciclici (formati cioè da 4 verticilli: calice – corolla – androceo – gineceo) e pentameri (calice e corolla formati da 5 elementi). Si distinguono in:
- fiori del raggio (esterni): sono femminili e sono disposti su alcune serie; la forma è ligulata (zigomorfa);
- fiori del disco (centrali): quelli più interni sono scarsi con forme brevemente tubulose (attinomorfe) e sono ermafroditi; quelli più esterni (più abbondanti) sono filiformi.

- Formula fiorale:

*/x K {\displaystyle \infty }, [C (5), A (5)], G 2 (infero), achenio
- Calice: i sepali del calice sono ridotti ad una coroncina di squame.

- Corolla: 
  - fiori del raggio: la forma della corolla alla base è più o meno tubulosa-imbutiforme, mentre all'apice è ligulata o filiforme e può terminare con alcuni denti; i colori delle corolle sono rosei;
  - fiori del disco: la forma è tubulare bruscamente divaricata in 5 lobi; i lobi, patenti o eretti, hanno una forma deltata o più o meno lanceolata; il colore è giallo o giallastro.

- Androceo: l'androceo è formato da 5 stami sorretti da filamenti generalmente liberi; gli stami sono connati e formano un manicotto circondante lo stilo; le teche (produttrici del polline) alla base sono troncate e sono lievemente auricolate (molto raramente sono speronate o hanno una coda); le appendici apicali delle antere hanno delle forme piatte e lanceolate; il tessuto endoteciale (rivestimento interno dell'antera) è quasi sempre polarizzato (con due superfici distinte: una verso l'esterno e una verso l'interno). Il polline è sferico con un diametro medio di circa 25 micron;  è tricolporato (con tre aperture sia di tipo a fessura che tipo isodiametrica o poro) ed è echinato (con punte sporgenti).[10][13]

- Gineceo: l'ovario è infero uniloculare formato da 2 carpelli.[6] Lo stilo (il recettore del polline) è profondamente bifido (con due stigmi divergenti) e con le linee stigmatiche marginali separate.[14] I due bracci dello stilo hanno una forma più o meno lanceolata, acuta o ottusa e possono essere papillosi o ricoperti da ciuffi di peli.

- Antesi: da luglio ad agosto (settembre).

Frutti.  I frutti sono degli acheni con pappo; in alcune specie è presente un certo dimorfismo (gli acheni dei fiori del raggio differiscono dagli acheni dei fiori del disco);
- achenio: l'achenio ha una forma oblunghe–ovoide, sono appiattiti (compressi) e sono percorsi da alcuni nervi o costole longitudinali; la superficie può essere da glabra a strigosa;
- pappo: il pappo è piumato di colore bianco o rossiccio; le setole sono disposte su un unico rango. I pappi sono persistenti o precocemente caduchi; esternamente può essere presente una piccola corona di scaglie.

## Biologia
Impollinazione: tramite insetti (impollinazione entomogama tramite farfalle diurne e notturne).

Riproduzione: la fecondazione avviene fondamentalmente tramite l'impollinazione dei fiori.

Dispersione: i semi cadono a terra e vengono dispersi soprattutto da insetti come formiche (disseminazione mirmecoria). Un altro tipo di dispersione è zoocoria: gli uncini delle brattee dell'involucro (se presenti) si agganciano ai peli degli animali di passaggio che portano così i semi anche su lunghe distanze. Inoltre per merito del pappo il vento può trasportare i semi anche per alcuni chilometri (disseminazione anemocora).

## Distribuzione e habitat

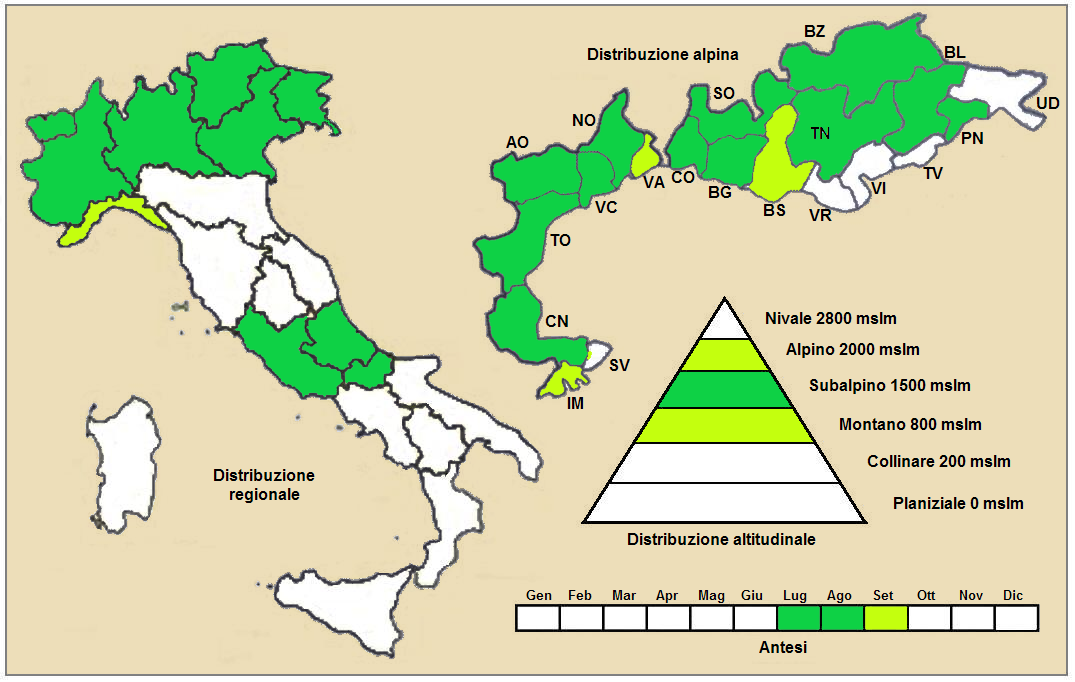
Distribuzione della pianta (Distribuzione regionale – Distribuzione alpina)

Geoelemento: il tipo corologico (area di origine) è  Orofita - Sud Est Europeo.
Distribuzione: in Italia questa specie rara e si trova al Nord e al Centro. Fuori dall'Italia, sempre nelle Alpi, questa specie si trova in Francia, Svizzera e Austria. Sugli altri rilievi collegati alle Alpi è presente nel Massiccio Centrale, Pirenei, Alpi Dinariche, Monti Balcani e Carpazi. Altrove si trova in Anatolia.
Habitat: l'habitat preferito per queste piante sono le rupi calcaree ombrose e le forre umide. Il substrato preferito è calcareo ma anche siliceo con pH neutro, bassi valori nutrizionali del terreno che deve essere umido. 
Distribuzione altitudinale: sui rilievi alpini, in Italia, queste piante si possono trovare da 1.500 fino a 2.400 m s.l.m.; nelle Alpi frequentano quindi i seguenti piani vegetazionali: subalpino e in parte quello alpino e quello montano. 

## Fitosociologia

### Areale alpino
Dal punto di vista fitosociologico alpino questa sottospecie appartiene alla seguente comunità vegetale:
Formazione : Comunità delle praterie rase dei piani subalpino e alpino con dominanza di emicriptofite
Classe : Elyno – Seslerietea variae
Ordine : Seslerietea variae
Alleanza : Caricion ferrugineae

### Areale italiano
Per l'areale completo italiano Erigeron atticus appartiene alla seguente comunità vegetale:
Macrotipologia: vegetazione sopraforestale criofila e dei suoli crioturbati.
Classe: Festuco-Seslerietea Barbéro-Bonin, 1969
Ordine: Seslerietalia caeruleae Br.-Bl. in Br.-Bl. & Jenny, 1926
Alleanza: Caricion ferrugineae G. Braun-Blanquet & J. Br.-Bl., 1931
Descrizione. L'alleanza Caricion ferrugineae è relativa alle praterie, molto dense e ricche floristicamente, più o meno mesofile degli ambienti montani. I suoli, profondi, freschi ed umidi, variano da debolmente basici a moderatamente acidi. Questa cenosi è localizzate sul Jura e sulle Alpi.
Specie presenti nell'associazione: Carex ferruginea, Carex sempervirens, Sesleria caerulea, Festuca melanopsis, Festuca norica, Anemone narcissiflora, Trifolium thalii, Alchemilla pallens, Anemone baldensis, Astragalus frigidus, Astrantia bavarica, Campanula thyrsoides, Crepis mollis, Crepis pontana, Erigeron atticus, Festuca pulchella, Lathyrus laevigatus, Luzula glabrata, Pedicularis foliosa, Phleum hirsutum, Plantago atrata, Senecio doronicum, Trifolium badium, Trifolium pratense e Trollius europaeus.

## Sistematica
La famiglia di appartenenza di questa voce (Asteraceae o Compositae, nomen conservandum) probabilmente originaria del Sud America, è la più numerosa del mondo vegetale, comprende oltre 23.000 specie distribuite su 1.535 generi, oppure 22.750 specie e 1.530 generi secondo altre fonti (una delle checklist più aggiornata elenca fino a 1.679 generi). La famiglia attualmente (2021) è divisa in 16 sottofamiglie; la sottofamiglia Asteroideae è una di queste e rappresenta l'evoluzione più recente di tutta la famiglia.
Il genere Erigeron comprendente diverse centinaia di specie una buona parte di origine americana, mentre le altre sono di origine europea (e asiatica) di cui una decina sono proprie della flora italiana.
Attualmente le specie italiane di Erigeron sono divise in tre gruppi:
- (1) Piante annue.
- (2) Piante perenni con fiori dimorfi (esterni raggianti femminili ligulati; interni tubulosi ermafroditi).
- (3) Piante perenni con fiori trimorfi (esterni raggianti femminili ligulati; interni periferici femminili filiformi; interni centrali ermafroditi tubulosi).

 Erigeron atticus  appartiene al terzo gruppo.

### Filogenesi
Il genere Erigeron è descritto nella sottotribù Conyzinae, una delle quasi 40 sottotribù della tribù Astereae. In base alle ultime ricerche nella tribù sono stati individuati (provvisoriamente) 5 principali lignaggi. Il genere  Erigeron (insieme alla sottotribù Conyzinae) è incluso nel North American lineage.
Alcune analisi di tipo filogenetico hanno diviso la sottotribù Conyzinae in 6 cladi;  Erigeron attualmente è incluso in tutti i cladi  (non risulta quindi monofiletico). Erigeron è suddiviso in una quarantina di sezioni;  Erigeron atticus  è inclusa nella sezione Trimorpha (Cass.) DC.: le specie di questa sezione, con radici fibrose, sono perenni, bienni o annuali; le foglie sono per lo più intere non abbraccianti; le corolle dei fiori del raggio sono dimorfiche, quelle esterne sono filiformi colorate da bianco a rosa o viola, quelle interne sono prive di lamina; gli acheni hanno 2 nervi; il pappo ha 12 - 35 setole. La sezione descrive circa 28 specie tra cui E. acris, E. muralis, E. alpinus, E. atticus, E. epiroticus, E. glabratus e E. neglectus.
I caratteri distintivi della specie  Erigeron atticus  sono:
- il fusto è eretto e robusto (altezza media: 15 - 60 cm);
- l'indumento consiste in pochi peli misti (lunghi) a peli ghiandolari (brevi);
- all'antesi le foglie inferiori sono scomparse;
- il diametro dei capolini (fino a a 40 per pianta) è di 1 - 2 cm;
- i peduncoli sono ricoperti di peli ghiandolari.

Il numero cromosomico delle specie di questa voce è: 2n = 18.

### Variabilità
Per questa specie sono riconosciute le seguenti sottospecie:
- Erigeron atticus var. atticus (è la stirpe principale)
- Erigeron atticus var. drenowskii (Degen) Kuzmanov, 2012 - Distribuzione: Bulgaria.

### Sinonimi
Sono elencati alcuni sinonimi per questa entità:
- Erigeron alpinus var. atticus (Vill.) Fiori
- Erigeron alpinus subsp. villarsii  (Bellardi) Bonnier & Layens
- Erigeron villarsii  Bellard